# فلرنس (کارولینای جنوبی)
فلرنس(به انگلیسی: Florence) شهری در ایالت کارولینای جنوبی کشور ایالات متحده آمریکا است که جمعیت آن در سرشماری سال ۲۰۱۰ میلادی، ۳۷٬۰۵۶ نفر بوده‌است.